# 布格敦 (北卡羅萊納州)
布格敦（英語：Boogertown）是位於美國北卡羅萊納州加斯頓縣的非建制地區。

## 地理
布格敦所處的海拔為高於海平面239米（即784英呎），而該地所採用的時區為UTC-5，即北美东部时区（EST）。同時該地設有夏令時間，為UTC-5調快一小時，即UTC-4（EDT）。